# Hrothgar
Hrothgar est un roi danois légendaire de la dynastie des Scyldingas ou Skjöldungar qui aurait vécu au VIe siècle.
Il apparaît dans les poèmes anglo-saxons Beowulf et Widsith sous le nom de Hrothgar et dans plusieurs sagas scandinaves, parmi lesquelles la Saga de Hrólf Kraki ou la Saga des Skjöldungar, sous le nom de Hróarr. Ces récits ne s'accordent pas entièrement entre eux, mais certains éléments restent constants : il a toujours pour père Healfdene (ou Halfdan), pour frère Halga (ou Helgi) et pour neveu Hrothulf (ou Hrólfr).
Il est également mentionné dans des chroniques danoises médiévales plus tardives, comme la Geste des Danois rédigée par Saxo Grammaticus à la fin du XIIe siècle. Dans ces textes, son nom prend la forme Ro ou Roe, et il devient le fondateur éponyme de la ville de Roskilde.

## Attestations

### Dans la littérature vieil-anglaise

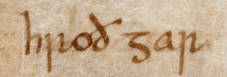
Une occurrence du nom Hrothgar, orthographié hꞃoðᵹaꞃ, dans le manuscrit de Beowulf.

Hrothgar est l'un des principaux personnages du poème épique vieil-anglais Beowulf. Seul le nom du héros éponyme est davantage mentionné que le sien. Il est introduit comme le deuxième des trois fils du roi Healfdene de la dynastie des Scyldingas. Son frère aîné est Heorogar et son frère cadet est Halga. Souverain généreux, victorieux et glorieux, Hrothgar est le fondateur de la grande halle de Heorot où prend place l'intrigue de la première moitié du poème. Avec son épouse, Wealhtheow, il a deux fils, Hrethric et Hrothmund, et une fille, Freawaru.
- Healfdene
  - Heorogar
    - Heoroweard

  - Hrothgar
    - Hrethric
    - Hrothmund
    - Freawaru

  - Halga
    - Hrothulf

Lorsque le monstrueux Grendel attaque Heorot et massacre les sujets de Hrothgar, le roi, désormais un vieil homme, est incapable de l'arrêter. Les Danois sont contraints d'abandonner leur grande halle jusqu'à l'arrivée du héros Beowulf, qui défait Grendel en combat singulier, puis la mère de Grendel lorsque celle-ci vient venger son fils. Hrothgar récompense abondamment Beowulf pour ces deux victoires.
Hrothgar est mentionné dans un autre poème vieil-anglais : Widsith, un catalogue de rois, de peuples et de héros. Ce texte évoque une victoire remportée par Hrothgar et son neveu Hrothulf à Heorot face aux armées des Heathobards menées par Ingeld :
« Hroþwulf ond Hroðgar heoldon lengest

sibbe ætsomne suhtorfædran,

siþþan hy forwræcon Wicinga cynn

ond Ingeldes ord forbigdan,

forheowan aet Heorote Heaðobeardna þrym. »
— Widsith, vers 45-49
        
« Hrothwulf et Hrothgar demeurèrent en paix pour un très long temps, l'oncle et le neveu, lorsqu'ils eurent chassé la race des Vikings, vaincu les troupes d'Ingeld et détruit à Heorot les contingents des Heathobards. »

### Dans les sagas

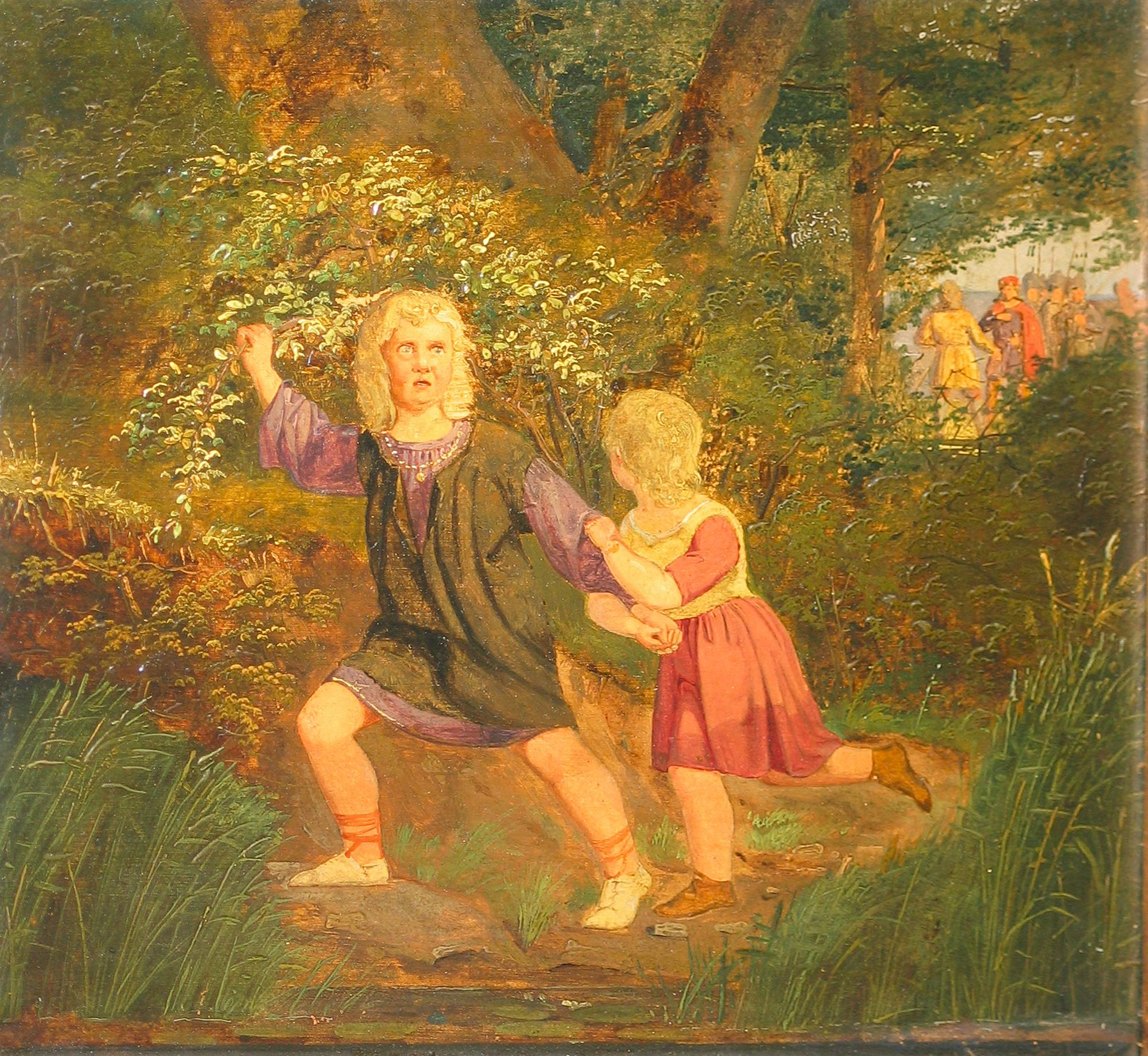
Hroar et Helge fuyant les assassins de leur père par le peintre danois du XIXe siècle Christian Rosenberg.

Dans la Saga de Hrólf Kraki, le roi danois Halfdan n'a que deux fils : Hróarr, de tempérament doux et conciliant, et Helgi, plus entreprenant et belliqueux. Halfdan est tué par son ambitieux frère Fróthi, qui s'efforce en vain d'éliminer ses neveux. Les deux jeunes garçons parviennent à venger leur père et Hróarr accepte de laisser le royaume à Helgi, qui lui offre une bague en or en échange.
Hróarr part vivre à la cour du roi Norðri de Northumbrie dont il épouse la fille, Ögn. Son neveu Hrókr, mécontent d'avoir été exclu de la succession, lui rend visite et, par jalousie, jette son anneau à la mer. Furieux, Hróarr lui fait trancher un pied et le chasse du royaume. Hrókr recrute une armée et attaque la Northumbrie par surprise. Hróarr trouve la mort au combat, mais il est vengé par son frère Helgi, qui bat Hrókr et lui fait briser les bras et les jambes.
Après la mort de Hróarr, sa veuve Ögn donne naissance à un fils, Agnar. Il réussit à récupérer la bague perdue de son père en plongeant au fond de la mer, un exploit qui lui vaut une réputation supérieure à celle de Hróarr.
- Halfdan
  - Signý
    - Hrókr

  - Hróarr
    - Agnar

  - Helgi
    - Hrólfr Kraki

La Saga des Skjöldungar (perdue) et les Bjarkarímur font un récit très similaire de la jeunesse de Hróarr, mais d'après ces textes, il devient roi des Danois aux côtés de son frère Helgi et ne part pas vivre en Angleterre, même s'il épouse une fille du roi des Anglais. Après la mort de Helgi, Hróarr est tué par ses demi-frères Hrærekr et Fróthi, sur quoi le fils de Helgi, Hrólf, devient seul roi des Danois.

### Dans les chroniques danoises
D'après le Chronicon Lethrense, une chronique danoise de la deuxième moitié du XIIe siècle, Ro et Helghe sont les fils du roi Haldan. Leur père meurt de cause naturelles et ils se partagent son héritage : la terre pour Ro, les eaux pour Helghe. Ro fonde la ville de Roskilde et à sa mort, il est enterré à Lejre.
- Haldan
  - Ro
  - Helghe
    - Roluo

Le deuxième livre de la Geste des Danois, rédigée vers 1200 par le moine danois Saxo Grammaticus, présente également Ro comme le fils de Haldanus et le frère de Helgo. Décrit comme de petite taille, il effectue le même partage du royaume avec son frère, recevant la terre ferme et fondant Roskilde. Saxo rapporte qu'il trouve la mort après avoir livré trois batailles avec le roi suédois Hothbrodd. Il est vengé par son frère Helgo.

## Dans la culture populaire
Au cinéma et à la télévision, le rôle de Hrothgar a été interprété par :
- Oliver Cotton (en) dans Beowulf (1999) ;
- Sven Wollter dans Le 13e Guerrier (1999) ;
- Stellan Skarsgård dans Beowulf, la légende viking (2005) ;
- Anthony Hopkins dans La Légende de Beowulf (2007) ;
- Ben Cross dans Beowulf et la Colère des dieux (2007) ;
- William Hurt dans Beowulf : Retour dans les Shieldlands (2016).